# Oxymastinocerus peruanus
Oxymastinocerus peruanus is een keversoort uit de familie Phengodidae. De wetenschappelijke naam van de soort is voor het eerst geldig gepubliceerd in 1956 door Wittmer.